# Powiat Landeshut

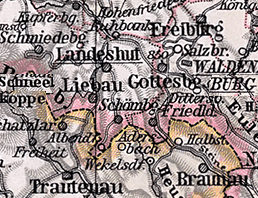
Kreis Landeshut, 1905 r.

Powiat Landeshut (niem. Kreis Landeshut, pol. powiat kamiennogórski) – niemiecki powiat istniejący w okresie od 1741 do 1945 r. na terenie prowincji śląskiej. Siedzibą było miasto Landeshut (dziś: Kamienna Góra).
Powiat Landeshut utworzono w rejencji wrocławskiej pruskiej prowincji Śląsk. W 1816 r. powiat włączono do nowej rejencji dzierżoniowskiej, a po jej likwidacji w 1820 r. przeszedł do rejencji legnickiej. W 1919 r. prowincję Śląsk zlikwidowano, a rejencja wrocławska została włączona do nowej prowincji Dolny Śląsk. W 1932 r. do powiatu Landeshut włączono zlikwidowany powiat Bolkenhain, a rok później utworzono kosztem m.in. powiatu Landeshut nowy powiat Jauer. W 1939 r. nazwę powiatu zmieniono na Kreis Landeshut i. Schlesien. Od 1945 r. terytorium powiatu znajduje się pod administracją polską.
W 1910 r. powiat obejmował 71 gmin o powierzchni 397,30 km² zamieszkanych przez 52.555 osób.